# Clyde Lovellette
Clyde Edward Lovellette (* 7. September 1929 in Petersburg, Indiana; † 9. März 2016 in North Manchester, Indiana) war ein US-amerikanischer Basketballspieler. Lovellette war der erste Spieler, der sowohl Meisterschaften in der Collegeliga NCAA und in der Profiliga NBA erringen als auch olympisches Gold gewinnen konnte. Letzteres gelang Lovellette als Amateurspieler für die US-Auswahl bei den Olympischen Spielen 1952. 1988 wurde er für seine sportlichen Leistungen in die Naismith Memorial Basketball Hall of Fame berufen.

## Spielweise
Lovellettes spielerische Fähigkeiten waren so vielseitig, dass er neben der Center-Position auch die Aufgaben eines Power Forwards oder selbst eines Small Forwards übernehmen konnte. Möglich war ihm dies vor allem durch den Umstand, dass er zu den ersten großen Spielern seiner Zeit gehörte, die den einhändigen Standwurf beherrschten. Heute gehört diese Wurftechnik zum technischen Standard der Sportart. Gegenüber anderen Spielern seiner Größe konnte Lovellette damit in den 50er Jahren jedoch aus größerer Entfernung sicher punkten.
Lovellette war für seine harte Spielweise bekannt. Er gilt als ein Vorreiter des Typus großer, hart an den Regelgrenzen agierender Spieler.

## College
An der University of Kansas war Lovellette vier Jahre lang ein Starspieler für das College-Team der Jayhawks. 1952, in seinem Senior-Jahr in Kansas, führte er die Mannschaft zur NCAA Division I Basketball Championship und wurde mit 28,4 Punkten pro Spiel zusätzlich erfolgreichster Korbjäger aller Collegespieler. Insgesamt wurde Lovellette als Amateur drei Mal (1950, 1951, 1952) als All-American ausgezeichnet. Im Jahr des Titelgewinns kürte man ihn außerdem zum Most Outstanding Player der NCAA-Finalspiele sowie zum Helms Foundation College Player of the Year.

## Nationalmannschaft
Lovellette war Teil des US-amerikanischen Kaders für die Olympischen Sommerspiele von 1952 in Helsinki. Er spielte in sieben von acht möglichen Spielen für die Mannschaft der USA, wobei er einen Punkteschnitt von 13,9 pro Partie erreichte. Damit war er bester Korbjäger des Teams. Auch im Finalspiel um die Goldmedaille gegen die Mannschaft der damaligen Sowjetunion führte Lovellette mit neun Punkten alle Korbjäger an. Die USA gewannen mit 36–25.

## NBA
Lovellette war hinter Starspieler George Mikan eine zentrale Figur beim Titelgewinn der Minneapolis Lakers in der NBA-Saison 1953/54. In vier Jahren mit der Mannschaft erzielte er im Schnitt 17,2 Punkte pro Einsatz. Nach einer einjährigen Stippvisite bei den Cincinnati Royals 1957/58 war Lovellette vier Jahre lang für die St. Louis Hawks aktiv. Im Juni 1962 wurde er von den Hawks an die Boston Celtics ohne Spielertausch verkauft. Bei den Celtics sollte der erfahrene Center Lovellette Bill Russell entlasten, die zentrale Figur der Mannschaft. In seinen letzten beiden Jahren als Spieler gewann Lovellette in der ihm zugedachten Rolle jeweils die NBA-Meisterschaft mit den Celtics (1963, 1964).
In insgesamt 704 Spielen in der NBA sammelte Lovellette 11.947 Punkte (17,0 pro Spiel) und 6.663 Rebounds (9,5 pro Spiel).

## Kontroversen
Lovellette war schon zu seinen Zeiten als aktiver Spieler bekannt für seine Vorliebe für Schusswaffen. Nach seiner Karriere war er sogar als Sheriff einer Gemeinde angestellt. Als Spieler trug er des Öfteren zwei Revolver mit sich. Während einer Übernachtung vor einem Auswärtsspiel stattete Lovellette einem der Schiedsrichter der kommenden Partie einen unangekündigten Besuch in dessen Hotelzimmer ab. Als der Schiedsrichter Willie Smith die Tür öffnete, schoss Lovellette mit Platzpatronen auf ihn. Der Vorfall sprach sich in Ligakreisen herum, wurde jedoch nicht geahndet.
In der Saison 1961/62 zählte Lovellette zusammen mit Bob Pettit und Cliff Hagan zu den drei besten Korbjägern und Mannschaftsführern der St. Louis Hawks. Zu Beginn der Saison hatte das Team mit dem Rookie Cleo Hill eines der hoffnungsvollsten Basketballtalente der USA im NBA-Draft gezogen. Nachdem der Afro-Amerikaner Hill in den ersten Saisonspielen zweistellige Punktausbeuten verzeichnet hatte, wurde er von seinen Mannschaftskollegen im Spielfluss offensichtlich ignoriert, namentlich vor allem von den weißen Spielern Lovellette, Pettit und Hagan. Als der Trainer der Hawks, Paul Seymour, seinen Spielern mit Sanktionen drohte, sollte Hill weiter übergangen werden, feuerten die Hawks Seymour. Hill selbst erklärte später, Lovellette und die übrigen Spieler hätten ihn nicht aus rassistischen Gründen ignoriert, sondern weil sie für das Punkten bezahlt wurden und er ihre Punktausbeute verringert habe.

## Auszeichnungen
- NBA All-Star: 1956, 1957, 1960, 1961
- NCAA College Basketball Final Four Most Outstanding Player: 1952
- Mitglied der Naismith Memorial Basketball Hall of Fame
- Mitglied der Indiana Basketball Hall of Fame